# Marvel Comics 2
MC2 (Marvel Comics 2) es una impresión de Marvel Comics cuyos cómics representan una línea de tiempo alternativa futura para el Universo Marvel. La huella se desprendió de los eventos de What If? # 105 (febrero de 1998), que fue la primera aparición del personaje Spider-Girl, la hija de Spider-Man de un futuro ético.

## Historial de publicación
El Universo MC2 fue concebido por el escritor / editor Tom DeFalco como un posible futuro alternativo para el Universo Marvel, que se desarrolla en la actualidad, con las primeras apariciones de la mayoría de los héroes de Marvel ocurridos quince años antes que en la continuidad principal . El objetivo de la línea era producir libros de cómics que fueran más accesibles para un público más amplio que la línea principal de libros de Marvel y que no estuvieran atrincherados en años de continuidad, que luego se repitió con la huella de Ultimate Marvel. El MC2 tenía un estilo claramente antiguo, con opciones editoriales e historias que reflejaban los estilos de presentación y escritura de finales de los 80 y principios de los 90.
Tres títulos de MC2 se lanzaron en octubre de 1998 como maxiseries de doce números:
- Spider-Girl, protagonizada por la hija de Spider-Man.
- A-Next, con un nuevo equipo de Vengadores que se unen después de que los Vengadores originales se disolvieron.
- J2, protagonizada por el hijo de Juggernaut, un adolescente heroico.

A-Next y J2 terminaron después de doce ediciones y fueron reemplazados por:
- Los 5 Fantásticos, con Los 4 Fantásticos expandidos.
- Cosa Salvaje, protagonizada por la hija de Wolverine y Elektra.

Spider-Girl por su parte continuó su publicación. Sin embargo, con el colapso de un acuerdo para vender los cómics en Kmart y Target, tanto los 5 Fantásticos como Cosa Salvaje fueron cancelados después de cinco ediciones, dejando a Spider-Girl como el único título en el Universo MC2 aún publicado. Se lanzaron algunas series limitadas derivadas durante el tiempo que se publicó Spider-Girl, como Darkdevil y Spider-Girl Presents The Buzz.
El título de Spider-Girl fue casi cancelado varias veces debido a las bajas ventas. Cada vez, las campañas de Tom DeFalco y los fanáticos del título impidieron la cancelación. Los fanes crearon una página web, savepidergirl.com, para ayudar a acumular apoyo para el libro. En un esfuerzo por aumentar las ventas en el título, Marvel reimprimió a Spider-Girl en pequeños libros de bolsillo de tamaño "Digest tamaño" .
Se imprimió una serie limitada de cinco números ambientada en el Universo MC2 titulada Last Hero Standing. En 2006, Marvel lanzó otra serie limitada ambientada en el Universo MC2 titulada Last Planet Standing. La serie estaba destinada a envolver todos los cabos sueltos en el Universo MC2 y destruirlos en la conclusión de la serie. Como resultado, Spider-Girl fue cancelada en la edición 100, donde el personaje moriría. Debido a la reacción violenta de DeFalco y los fanáticos, Marvel anuló el movimiento y anunció el relanzamiento de Spider-Girl bajo el título de Amazing Spider-Girl. El título "Amazing" duró hasta principios de 2009, cuando el libro fue cancelado nuevamente debido a las bajas ventas. Un tercer título, The Spectacular Spider-Girl, fue lanzado. Inicialmente una exclusiva digital, el libro Spectacular se incorporó a la revista de antología Amazing Spider-Man Family. Después de que Amazing Spider-Man Family y su sucesor, Web of Spider-Man, se plegaran, se produjo una miniserie Spectacular Spider-Girl de cuatro números final , que permite atar muchos de los hilos de trama del libro. La historia final orientada a MC2 hasta la fecha, una aplicación única llamada Spider-Girl: The End, se publicó en 2010, lo que le dio al personaje del título un final feliz al tiempo que dejaba la puerta abierta para futuras aventuras.
En 2008, se lanzó una tira de precuela, Mr. and Mrs. Spider-Man, en las páginas de Amazing Spider-Man Family. DeFalco confirmó en los tableros oficiales de Spider-Girl que esta tira serviría como la continuidad definitiva de la línea de tiempo de MC2 Spider-Man. Sin embargo, las tiras de Mr. y Mrs. Spider-Man se terminaron rápidamente, por lo que el título de Spider-Man Family podría hacer espacio para el libro Spider-Girl relanzado.
Sueño Americano ha aparecido en su propia serie limitada de 2008 y en la serie limitada de cinco ediciones de 2011 Capitán América Corps, marcando la primera vez que un personaje de MC2 se ha reunido o se ha unido con personajes del universo de Marvel.
Spider-Girl regresó en la historia de Spider-Verse en 2014. Durante la historia, se reveló que cuando viajó en el tiempo para encontrarse con Spider-Man en su juventud en su serie original, había ingresado a la Tierra-616, la corriente principal de Marvel. Universo, antes del punto en que se ramificó en el universo MC2. Sin embargo, su padre, lamentablemente, murió protegiendo a May y Benjy de Daemos. Mientras Daemos agotaba la fuerza vital de Peter, May huyó con Ben en sus brazos. Cuando May Jane regresa a casa, Mary Jane le pasa el traje anterior de Peter, aunque Mayday eventualmente comienza a usar un nuevo atuendo y eventualmente regresa a su viejo. Siguiendo a Spider-Geddon, reveló que la entidad multiversal conocida como El Otro ha elegido y buscado a Peter como su anfitrión, resucitándolo de este modo.
El Universo MC2 también aparece en el evento Secret Wars en la copia de respaldo de Spider-Island.

## Comentarios sobre el estilo
DeFalco explicó en una entrevista sus puntos de vista sobre la impronta de MC2:
The Pulse: "Muchas personas caracterizan el universo MC2 por tener una sensación de 'vieja escuela'. ¿Por qué crees que los lectores de cómics" modernos "quieren leer algo que se sienta como el mejor de la Edad de Plata?"
DeFalco: "Somos 'de la vieja escuela' porque A) nuestros héroes actúan como héroes... B) no creemos en la descompresión... C) contamos historias de un solo tema con subtemas que se desarrollan de un tema a otro... y D) hay una Mucha acción y angustia en cada tema".

### Títulos
- What If (volume 2) #105 (Marvel Comics, febrero de 1998)
- Spider-Girl #0–100, (Marvel Comics, octubre de 1998 – julio de 2006)
  - Spider-Girl #½ (Marvel Comics/Wizard Entertainment, 1999)
  - Spider-Girl Annual 1999 (Marvel Comics, 1999)
- A-Next #1–12 (Marvel Comics, octubre de 1998 – septiembre de 1999)
- J2 #1–12 (Marvel Comics, octubre de 1998 – septiembre de 1999)
- Fantastic Five (volume 1) #1–5 (Marvel Comics, octubre de 1999 – febrero de 2000)
- Wild Thing #1–5 (Marvel Comics, octubre de 1999 – febrero de 2000)
  - Wild Thing #0 (Marvel Comics/Wizard Entertainment, 1999)
- Spider-Girl presents The Buzz #1–3 (Marvel Comics, julio de 2000 – septiembre de 2000)
- DarkDevil #1–3 (Marvel Comics, noviembre de 2000 – enero de 2001)
- Last Hero Standing #1–5 (Marvel Comics, junio de 2005)
- Last Planet Standing #1–5 (Marvel Comics, julio de 2006)
- Amazing Spider-Girl #0–30 (Marvel Comics, octubre de 2006 – marzo de 2009)
- Spider-man Magazine (prose story, Marvel Comics, abril de 2007)
- Avengers Next #1–5 (Marvel Comics, noviembre de 2006 – enero de 2007)
- Fantastic Five (volume 2) #1–5 (Marvel Comics, julio de 2007 – septiembre de 2007)
- American Dream #1–5 (Marvel Comics, mayo de 2008 – julio de 2008)
- Amazing Spider-Man Family #1-8 (Marvel Comics, octubre de 2008 - septiembre de 2009)
- Web of Spider-Man (volume 2) #1-7 (Marvel Comics, diciembre de 2009 - junio de 2010)
- Spectacular Spider-Girl #1–4 (Marvel Comics, mayo de 2010 – agosto de 2010)
- Spider-Girl: The End One shot (Marvel Comics, septiembre de 2010)
- Captain America Corps #1-5 (Marvel Comics, junio de 2011)

### Reimpresiones

#### Comercializar libros de bolsillo
- Spider-Girl (Marvel Comics, August 2001; ISBN 0-7851-0815-7, reprints Spider-Girl #0–8)
- Last Hero Standing (Marvel Comics, octubre de 2005; ISBN 0-7851-1823-3, reprints Last Hero Standing #1–5)
- Last Planet Standing (Marvel Comics, octubre de 2006; ISBN, reprints Last Planet Standing #1–5)
- Amazing Spider-Girl Vol. 1: Whatever Happened to the Daughter of Spider-Man (Marvel Comics, mayo de 2007, ISBN 0-7851-2341-5, reprints Amazing Spider-Girl #0–6)
- Amazing Spider-Girl Vol. 2: Comes the Carnage! (Marvel Comics, noviembre de 2007, ISBN 0-7851-2342-3, reprints Amazing Spider-Girl #7–12)
- Amazing Spider-Girl Vol. 3: Mind Games (Marvel Comics, mayo de 2008, ISBN 0-7851-2558-2, reprints Amazing Spider-Girl #13–18)
- Amazing Spider-Girl Vol. 4: Brand New May (Marvel Comics, 2008, reprints Amazing Spider-Girl #19-24)
- Amazing Spider-Girl Vol. 5: Maybreak (Marvel Comics, 2009, reprints Amazing Spider-Girl #25-30)
- Avengers Next: Rebirth (Marvel Comics, junio de 2007, ISBN 0-7851-2518-3, reprints Avengers Next #1–5)
- Fantastic Five: The Final Doom (Marvel Comics, enero de 2007, ISBN 0-7851-2792-5, reprints Fantastic Five vol. 2 #1–5)
- American Dream: Beyond Courage (Marvel Comics, 2008, ISBN 0-7851-3184-1, reprints American Dream #1-5)
- The Spectacular Spider-Girl: Who Killed Gwen Reilly? (Marvel Comics, marzo de 2010, ISBN 0-7851-4319-X, reprints Amazing Spider-Man Family #1-8 y Web of Spider-Man vol. 2 #1-4)
- The Spectacular Spider-Girl: The Last Stand? (Marvel Comics, noviembre de 2010, ISBN 0-7851-4899-X, reprints Web of Spider-Man vol. 2 #5-7, The Spectacular Spider-Girl #1-4 and Spider-Girl: The End #1)
- Captain America Corps (Marvel Comics, diciembre de 2011, ISBN 0-7851-5563-5, reprints Captain America Corps #1-5)

#### Compendios
- Spider-Girl Vol. 1: Legacy  (Marvel Comics, abril de 2004; ISBN 0-7851-1441-6, reprints Spider-Girl #0–5)
- Spider-Girl Vol. 2: Like Father Like Daughter (Marvel Comics, diciembre de 2004; ISBN 0-7851-1657-5, reprints Spider-Girl #6–11)
- Spider-Girl Vol. 3: Avenging Allies  (Marvel Comics, abril de 2005; ISBN 0-7851-1658-3, reprints Spider-Girl #12–16 and Spider-Girl Annual 1999)
- Spider-Girl Vol. 4: Turning Point  (Marvel Comics, septiembre de 2005; ISBN 0-7851-1871-3, reprints Spider-Girl #17–21 and #½)
- Spider-Girl Vol. 5: Endgame (Marvel Comics, enero de 2006; ISBN 0-7851-2034-3, reprints Spider-Girl #22–27)
- Spider-Girl Vol. 6: Too Many Spiders! (Marvel Comics, junio de 2006; ISBN 0-7851-2156-0, reprints Spider-Girl #28–33)
- Spider-Girl Vol. 7: Betrayed (Marvel Comics, octubre de 2006; ISBN 0-7851-2157-9, reprints Spider-Girl #34–38, 51)
- Spider-Girl Vol. 8: Duty Calls (Marvel Comics, octubre de 2007; ISBN 0-7851-2495-0, reprints Spider-Girl #39–44)
- Spider-Girl Vol. 9: Secret Lives (Marvel Comics, abril de 2007; ISBN 978-0-7851-2602-7, reprints Spider-Girl #45–50)
- Spider-Girl Vol. 10: Season of the Serpent (Marvel Comics, 2009; ISBN 978-0-7851-3213-4, reprints Spider-Girl #52-59)
- Spider-Girl Vol. 11: Marked for Death (Marvel Comics, 2009; ISBN 978-0-7851-3741-2, reprints Spider-Girl #60-66)
- Spider-Girl vol. 12: The Games Villains Play (Marvel Comics. Marzo de 2010; ISBN 978-0-7851-4482-3, reprints Spider-Girl #67-72)
- Spider-Girl Presents A-Next Vol. 1: Second Coming (Marvel Comics, agosto de 2006; ISBN 0-7851-2131-5, reprints A-Next #1–6)
- Spider-Girl Presents Fantastic Five Vol. 1: In Search of Doom (Marvel Comics, septiembre de 2006, ISBN 0-7851-2132-3, reprints Fantastic Five #1–5)
- Spider-Girl Presents Juggernaut Jr. Vol. 1: Secrets and Lies (Marvel Comics, marzo de 2006; ISBN 0-7851-2047-5, reprints J2 #1–6)
- Spider-Girl Presents The Buzz and DarkDevil (Marvel Comics, septiembre de 2007; ISBN 0-7851-2601-5, reprints The Buzz #1–3 and DarkDevil #1–3)
- Spider-Girl Presents Wild Thing: Crash Course (Marvel Comics, diciembre de 2007; ISBN 0-7851-2606-6, reprints Wild Thing #0–5)